# 理查德·内德·勒博
理查德·内德·勒博（1942年4月24日—）是一位美国政治学家，伦敦国王学院教授，2017年当选英國國家學術院院士，主要作品有《国家为何而战？过去与未来的战争动机》（Why Nations Fight: Past and Future Motives for War）、《国际关系的文化理论》（A Cultural Theory of International Relations）、《政治的悲剧观：道德、利益与秩序》（The Tragic Vision of Politics: Ethics, Interests, and Orders）、《告别霸权！全球体系中的权力与影响力》（Good-bye Hegemony! Power and Influence in the Global System，与西蒙·赖克合著）、《和平与战争之间：国际危机的性质》（Between Peace and War）、《避免战争，缔造和平》（Avoiding War, Making Peace）等。